# Brachypteroma
Brachypteroma é um gênero de coleóptero da tribo Brachypteromini (Cerambycinae), na qual compreende apenas três espécies.

## sistemática
- Ordem Coleoptera
  - Subordem Polyphaga
    - Infraordem Cucujiformia
      - Superfamília Chrysomeloidea
        - Família Cerambycidae
          - Subfamília Cerambycinae
            - Tribo Brachypteromini
              - Gênero Brachypteroma
                - Brachypteroma holtzi
                - Brachypteroma magnanii
                - Brachypteroma ottomanum